# Conyza mixta
Conyza mixta là một loài thực vật có hoa trong họ Cúc. Loài này được Fouc. & Neyr. mô tả khoa học đầu tiên.